# Konoe Iezane
Konoe Iezane (近衛 家実?   1179 - 19 de enero de 1243) fue un kugyō (cortesano japonés de clase alta) que vivió a comienzos de la era Kamakura. Fue miembro de la familia Konoe (derivada del clan Fujiwara) e hijo del regente Konoe Motomichi.

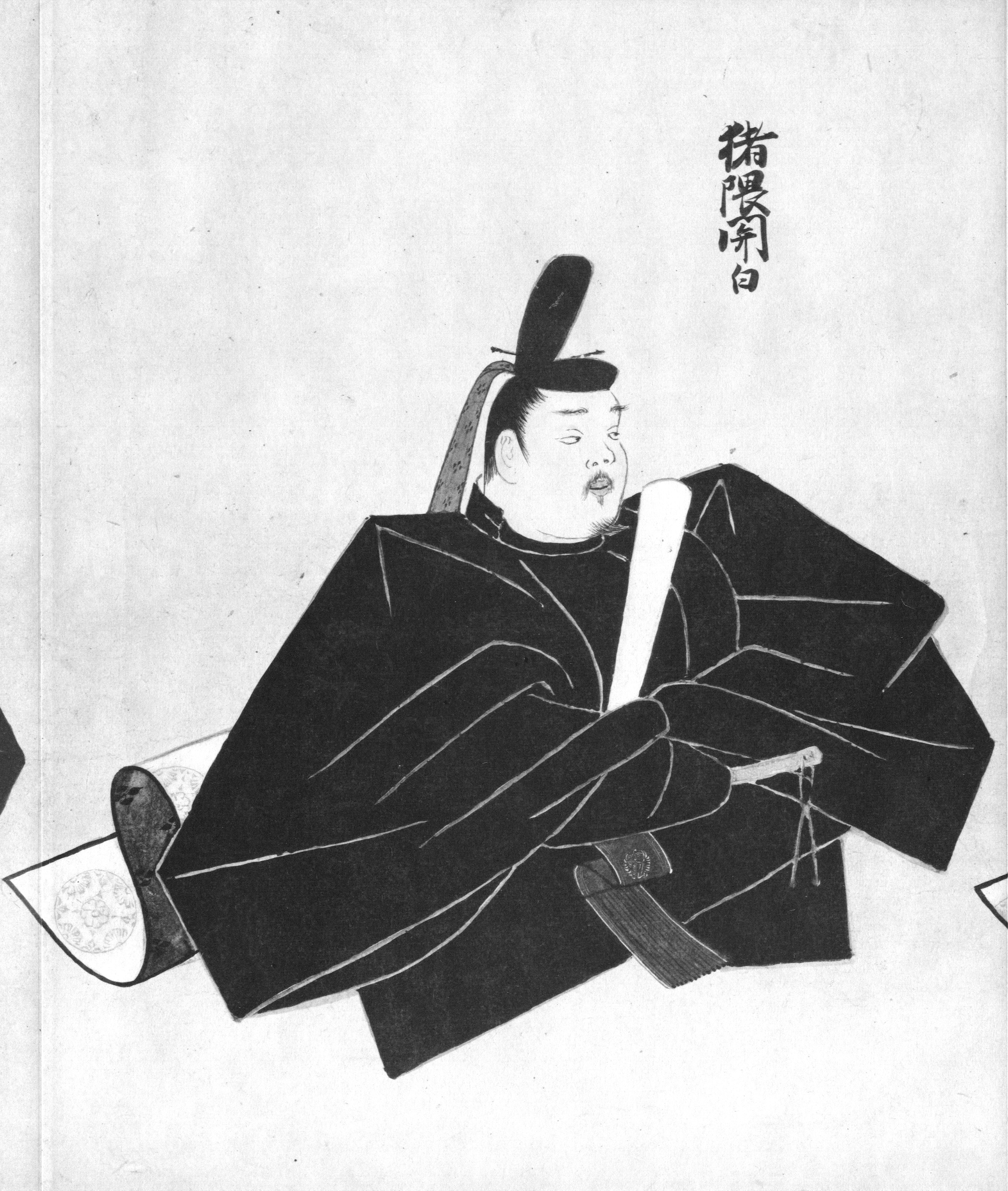
Konoe Iezane
(Tenshi-Sekkan Miei,)

Ingresó a la corte imperial en 1190 con el rango shōgoi inferior, pero ascendió rápidamente al rango jusanmi en 1191, convirtiéndose en cortesano de clase alta. En 1192 fue nombrado vicegobernador de la provincia de Mimasaka y en 1195 fue ascendido al rango shōsanmi. Posteriormente en 1197 fue designado gonchūnagon y promovido al rango junii, y en 1198 fue nombrado gondainagon.
Entre 1199 y 1204 fue designado udaijin y entre 1204 y 1207 fue ascendido a sadaijin, mientras que en 1199 fue promovido al rango shōnii y en 1207 al rango juichii. 
En 1206, tras la muerte del regente Kujō Yoshitsune, Iezane fue promovido a líder del clan Fujiwara y sesshō (regente) del joven Emperador Tsuchimikado, hasta finales de ese mismo año cuando el emperador alcanza su mayoría de edad, nombrando a Iezane como kanpaku (regente) de éste hasta 1221, cuando fue obligado a renunciar tras su oposición al Emperador Enclaustrado Go-Toba durante la Guerra Jōkyū, y siendo sustituido por Kujō Michiie.
Tras la derrota del emperador enclaustrado, la deposición del Emperador Juntoku y la consolidación de las fuerzas del shogunato Kamakura, Iezane fue reinstalado como sekkan del nuevo Emperador Go-Horikawa hasta 1223, cuando se convirtió en kanpaku del emperador al alcanzar la mayoría de edad hasta 1228, cuando eventualmente fue presionado por Saionji Kintsune y sustituido otra vez por Kujō Michiie, creando a partir de ese momento una alternancia en la regencia (sekkan) entre las familias Konoe y Kujō que duró unos años. También Iezane ocupó el cargo de Daijō Daijin (Canciller del Reino) en 1222.
En 1241 renunció a su vida como cortesano y se convirtió en monje budista (shukke) tomando el nombre de Enshin (円心?), falleciendo al año siguiente. Como escritor, recopiló un diario llamado Inokuma Kanpaku-ki (猪隈関白記?).
Tuvo como hijos al cortesano Konoe Iemichi, el regente Konoe Kanetsune y el regente Takatsukasa Kanehira, padre fundador de la familia Takatsukasa.